# 마스티고포라과
마스티고포라과(Mastigophoraceae)는 망울이끼목에 속하는 우산이끼류과의 하나이다.

## 하위 속
- 덴드로마스티고포라속 (Dendromastigophora) - 유일종  D. flagellifera
- 마스티고포라속 (Mastigophora) - 2종
  - M. diclados
  - M. woodsii